# Трифон Трифонов (инженер)
Вижте пояснителната страница за други личности с името Трифон Трифонов.
 Трифон Христов Трифонов  е български инженер, стопански деятел и дарител.

## Биография
Трифон Трифонов е роден на 12 юли 1872 г. в Ловеч. Баща му е един от първите членове на Ловчанския частен революционен комитет на ВРО. Убит от ордите на Рифат паша превзели Ловеч на 15 юли 1877 г. по време на Руско-Турската война (1877 – 1878). Трифон на 5-годишна възраст остава сирак. Отгледан е от четирите си по-големи сестри. Завършва Ловешкото трикласно училище (1886) и средно образование в София (1890). С финансовата подкрепа на Постоянната комисия при Окръжния съвет Ловеч завършва строително инженерство в Дрезден.
Работи като учител (1890 – 1891), окръжен инженер при Постоянната комисия на Окръжния съвет (1896 – 1899), завеждащ техническата служба на Ловешка община и секционен държавен инженер в Ловеч (1899 – 1901). От 1901 до 1903 г. е секционен инженер в Кюстендил и Бургас. От 1904 до 1929 г. работи в Министерство на обществените сгради, пътища и съобщения. Бригаден инженер по проучване на железопътните линии, началник бюро по трасетата и др. в Дирекция за постройки на железниците и пристанищата. През войните за национално обединение (1912 – 1918) е мобилизиран в инженерните войски и работи по поддържане и възстановяване на железопътните линии и мостове.
По негови проекти и планове в Ловеч са построени 5 каменни сводести моста, кубето на църквата „Света Богородица“, подпорната стена на Американския девически колеж, завършва се Башбунарския вариант (Пресечената скала) на шосето Ловеч – Троян. Два пъти е председател на Ловчанското читалище „Наука“. Развива краеведческа дейност, като събира народни приказки, песни и басни.
По негова инициатива през 1905 г. е създадено Ловчанското културно-благотворително дружество в София. Инж. Трифонов е негов председател повече от 30 години. За период от 25 години дружеството събира 300 000 лв. в полза на Ловчанското читалище „Наука“, безплатната ученическа трапезария, женско дружество „Благодетел“, туристическо дружество „Стратеш“, лятна детска колония, бедни ученици и сираците на войници от Тридесет и четвърти пехотен троянски полк. По лична инициатива на инж. Трифонов са основани фондовете „За строежа на жп линия Ловеч – Троян“ и „За подготовка и издаване на сборника Ловеч и Ловчанско“, от който излизат 7 тома.

### Награди
- Орден „За гражданска заслуга“.
- Провъзгласен за Почетен гражданин на Ловеч на 23 март 1936 г. „За безкористна обществена, културна и благотворителна дейност“.
- Почетен член на Ловчанското читалище „Наука“.